# Jóansøka

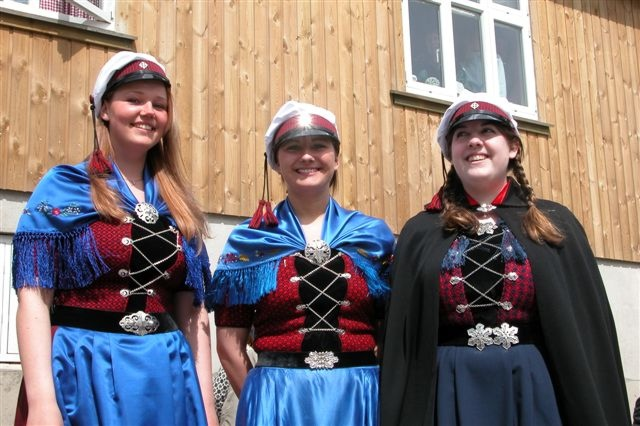
Die Jóansøka ist traditionell auch der Tag, an dem frischgebackene Abiturienten auf Suðuroy feiern. Dieses Bild zeigt drei Absolventinnen in Vágur in färöischer Tracht mit „Studentenmütze“.

Die Jóansøka [ˈjɔuans.øːka] ist ein Volksfest auf den Färöern. Jóansøka ist der färöische Name für den Johannistag am 24. Juni (Geburtstag von Johannes dem Täufer) und steht auch dort im engen Zusammenhang mit der Sommersonnenwende.
Als Volksfest auf den Färöern wurde die Jóansøka 1925 etabliert, als die Bewohner von Tvøroyri und Vágur übereinkamen, abwechselnd jedes Jahr ein Sommerfest auf der Insel Suðuroy abzuhalten. Seitdem findet das Fest in ungeraden Jahren in Tvøroyri statt und in geraden Jahren in Vágur. Es wird immer ein Wochenende um den 24. Juni und die Sommersonnenwende herum genommen.
Ursprünglich war die Jóansøka ein reines Sport- und Kulturfest, und noch heute findet dort immer eine Regatta um die Meisterschaft im färöischen Rudersport statt. Neben dem Ruderwettbewerb gibt es Fußball, Radrennen und Wettlaufen. Auf kultureller Seite werden verschiedene Ausstellungen von Handwerk, Kunst und historischen Artefakten arrangiert. Ergänzt wird dies durch ein Kultur-Café. Wie bei den anderen färöischen Volksfesten auch, gibt es abends immer färöischen Kettentanz.
Seit 2005 gibt es mit dem Jóansøkufestival zusätzlich ein Musikfestival mit einheimischen aber auch ausländischen Künstlern. 2007 z. B. mit John Lawton (UK), Eyðun Nolsøe, Terji Rasmussen, Brandur Enni und Teitur Lassen. 2006 gastierte hier Andrew Strong (IRL), und 2005 The Sweet (UK). Veranstalter des Festivals ist der ehemalige Týr-Sänger Pól Arni Holm.